# Powiat Sümeg
Powiat Sümeg (węg. Sümegi járás) – jeden z dziesięciu powiatów komitatu Veszprém na Węgrzech. Siedzibą władz jest miasto Sümeg.

## Miejscowości powiatu Sümeg
- Sümeg – siedziba władz powiatu
- Bazsi
- Bodorfa
- Csabrendek
- Dabronc
- Gógánfa
- Gyepükaján
- Hetyefő
- Hosztót
- Káptalanfa
- Megyer
- Nemeshany
- Rigács
- Sümegprága
- Szentimrefalva
- Ukk
- Veszprémgalsa
- Zalaerdőd
- Zalagyömörő
- Zalameggyes
- Zalaszegvár[2]